# Loznica
Loznica (cyr. Лозница) – miasto w Serbii, w okręgu maczwańskim, siedziba miasta Loznica. Leży nad rzeką Driną, tuż przy granicy z Bośnią i Hercegowiną. W 2011 roku liczyło 19 212 mieszkańców.
W mieście swą siedzibę ma klub piłkarski FK Loznica.
W 2006 roku brytyjsko-australijskia firma wydobywcza Rio Tinto odkryła w regionie Loznicy znaczne złoża litu i z zamiarem jego wydobywania powołała duży projekt o nazwie Jadar. Lit jest kluczowym elementem akumulatorów samochodów elektrycznych i zapotrzebowanie na ten metal szybko rośnie.

## Miasta partnerskie
- Płock, Polska